# Scelolophia carnearia
Scelolophia carnearia là một loài bướm đêm trong họ Geometridae.